# Windrunner M96
Windrunner M96 là loại súng bắn tỉa công phá sử dụng loại đạn .50 BMG, hộp đạn rời với cơ chế khóa nòng trượt được thiét kế bởi William Ritchie. Một biến thể của nó M98 sử dụng loại đạn .338 Lapua Magnum. Loại súng này có thể tháo rời ra một cách nhanh chóng thành 5 phần với thời gian ít hơn một phút. Windrunner cũng có phiên bản được bán dưới tên CheyTac Intervention sử dụng loại đạn.408 và.375 Cheytac.
Nemesis Arms đã mua thiết kế và bản quyền sản xuất một phiên bản nhỏ hơn của loại súng này sử dụng loại đạn .308 Winchester.